# K. F. E. Weisgärber
Karl Friedrich Elias Weisgärber (* 1927 in Weipert, Tschechoslowakei) ist ein deutscher Illustrator, Karikaturist und Zeichner. Er war als Karikaturist u. a. für die Zeitschriften Simplicissimus, konkret und Spiegel tätig.
Weisgärber wohnte und arbeitete seit 1995 als freier Künstler und Illustrator in Zimmerschied im Westerwald.

## Werke
- Tierisch Menschliches. Mit Joke Frerichs. BoD, 2012, ISBN 978-3-8448-2882-5
- Wunderland Treutonien. Garuda, Darmstadt 1969, ISBN 3-921019-10-9.